# استوان خوروات
استوان خوروات (انگلیسی: Stevan Horvat; ۷ اکتبر ۱۹۳۲ – ۲۸ مهٔ ۲۰۱۸) کشتی‌گیر اهل صربستان بود.